# Bartosz Zmarzlik

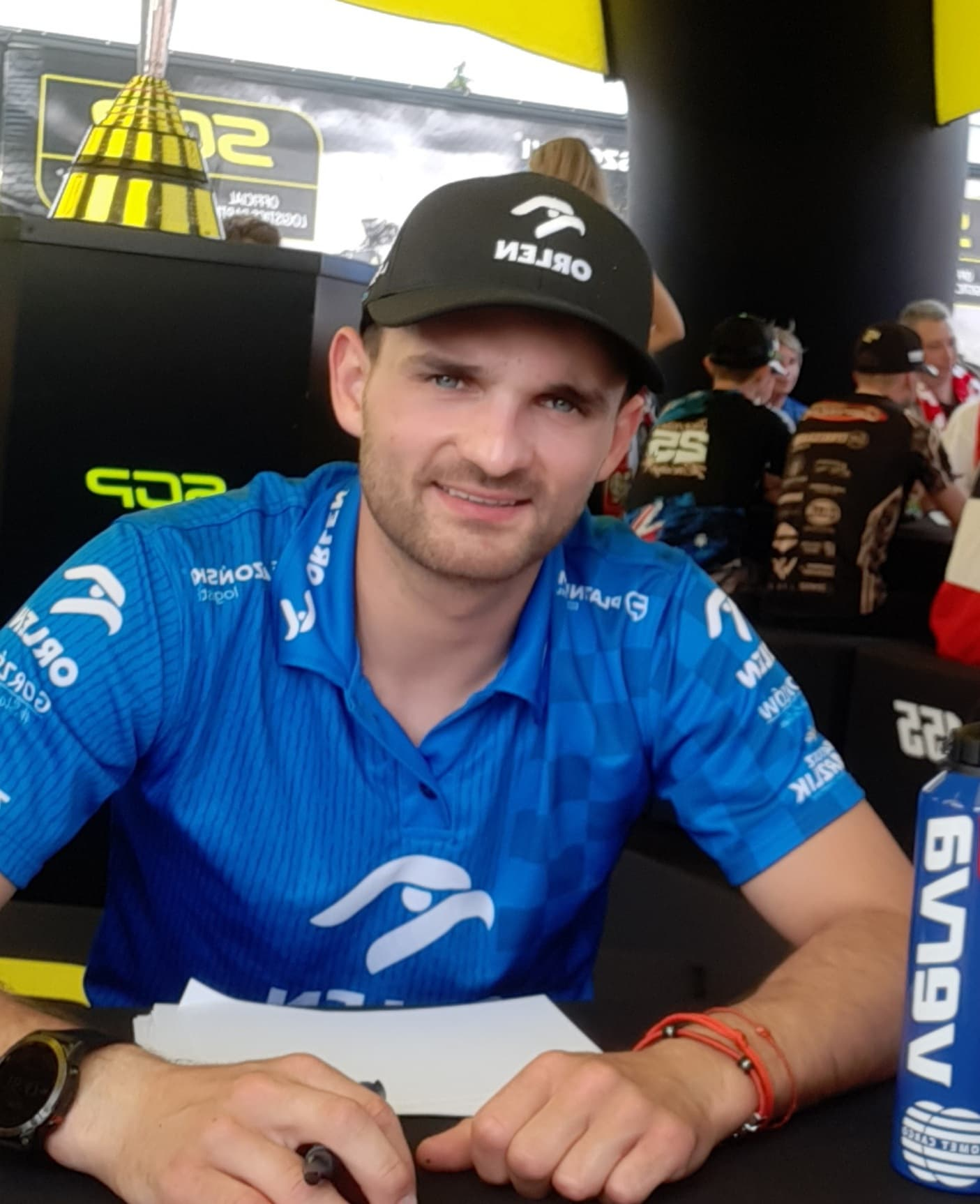
Bartosz Zmarzlik

Bartosz Zmarzlik (* 12. April 1995 in Stettin) ist ein polnischer Speedway-Fahrer.

## Leben
Als Mitglied des polnischen Nationalteams, gewann er 2016, 2017 und 2023 die Speedway-Team-Weltmeisterschaft. In den Jahren 2019, 2020, 2022, 2023 und 2024 gewann er außerdem den Speedway Grand Prix sowie jeweils einmal 2015 die Speedway-Einzel-Weltmeisterschaft der Junioren und 2012 die Speedway-Einzel-Europameisterschaft der Junioren.
2019 wurde er für die Verdienste für den polnischen Speedway vom Präsidenten Andrzej Duda mit dem Orden Polonia Restituta ausgezeichnet. 2020 wurde er Sportler des Jahres in Polen.